# SCIM
SCIM (сокращение от Smart Common Input Method) — система ввода, поддерживающая множество языков. Предназначена для Unix-подобных ОС. Предоставляет лёгкий и мощный программный интерфейс, уменьшающий разработку конкретного метода ввода.

## Цели
- Быть посредником для уже существующих систем ввода, таких как: UIM и m17n.
- Быть языковым движком для IIIMF.
- Поддерживать все возможные интерфейсы методов ввода.

## Архитектура
SCIM написан на C++. Имеет несколько абстрактных классов с целью упростить разработку и написание новых методов ввода. SCIM состоит из отдельных модулей, каждый из которых может быть динамически подгружен во время выполнения. Таким образом новый метод ввода можно поместить в свой модуль, что облегчает разработку и уменьшает время компиляции. Заявлено, что архитектура SCIM устроена проще чем XIM или IIIMF, однако всё же существует возможность работы вместе с любыми из них. Кроме того, SCIM можно использовать с GTK+ и Qt приложениями. Для Qt существует отдельный проект SKIM, который должен лучше подходить для KDE.